# 伊列姆卡河
伊萊姆卡河（烏克蘭語：Ілемка），是烏克蘭西部的河流，屬於切奇瓦河的左支流。該河流經伊萬諾-弗蘭科夫斯克州的卡盧什區，河道全長21公里，流域面積90.5平方公里。